# Biz Markie
Biz Markie (nacido como Marcel Hall; Egg Harbor, Nueva Jersey, 8 de abril de 1964-Baltimore, Maryland, 16 de julio de 2021) fue un rapero de la costa este, beatboxer, disc jockey, productor discográfico, comediante, participante de reality show y actor afroestadounidense, especialmente conocido por singles humorísticos como "Just a Friend". Biz ha sido etiquetado “The Clown Prince of Hip-Hop” (el príncipe payaso del hip hop).

## Biografía
La carrera de Markie comenzó a principios de los 80’, empezando haciendo beatboxing (es el arte de simular con la boca los sonidos de una caja de ritmos, para hacer melodías sobre las que rapear) para MC Shan y Roxanne Shante, entre otros. Biz conoció al productor Marley Marl en 1985, y empezó a trabajar como beatboxer para los artistas anteriormente comentados. También grabó su primer set de demos, y en 1988 había firmado con Cold Chillin'. Más tarde, ese mismo año, hizo su debut con Goin' Off, que triunfo, en gran medida gracias a los sencillos underground "Vapors," "Pickin' Boogers," y "Make the Music With Your Mouth, Biz”.
Un año después, irrumpió dentro de la música comercial con el "Just a Friend," y su álbum The Biz Never Sleeps, que fue disco de oro.
Como una de las estrellas del momento, Biz Markie tuvo mucha presión en la realización de su tercer álbum, I Need a Haircut de 1991. Pero las ventas del álbum fueron un tanto decepcionantes debido en parte a que tuvo un juicio con Gilbert O'Sullivan, que reclamaba que el tema Alone Again contaba con un sample desautorizado de su éxito "Alone Again (Naturally)". O'Sullivan ganó la demanda y las reglas del hip hop cambiaron drásticamente: sería el comienzo del fin de la "era del sampling" a destajo en el hip hop. En acuerdo con esta decisión, Warner Bros., el ‘padre’ de Cold Chillin', tuvo que poner fuera de circulación el álbum I Need a Haircut, y todas las compañías tuvieron que revisar (o pedir permiso en el caso de copiarla) de ahora en adelante toda y cada una de los samples utilizados en sus grabaciones. Biz contestó a las acusaciones con su expresivo álbum titulado All Samples Cleared! en 1993. Pero su carrera ya había sido lastimada por el juicio, y el álbum fracasó. Para el resto de la década, conservó la mala imagen que se habían ideado de él. En ocasiones, colaboró en grabaciones de los Beastie Boys (" The Biz v/s The Nuge" del LP "Check Your Head" y "Do it" del "Ill Comunication"). La alianza con los Beasties mejoró su imagen considerablemente, sin embargo Biz comenzó de DJ en vez de continuar grabando. 
Biz ha aparecido ocasionalmente en grabaciones de Len, un artista canadiense de rock/rap ensemble (conocido por su hit "Steal My Sunshine") y también con alguna colaboración junto a su amigo Will Smith, en su álbum Willennium.
En 2003, publicó Weekend Warrior en el sello Tommy Boy.
Biz apareció en la película Men in Black II junto con Will Smith y Tommy Lee Jones, y en un episodio de El Show de Andy Milonakis. El artista también perdió bastante peso después de participar en la competición Celebrity Fit Club.
El juicio, Grand Upright Music, Ltd. v/s Warner Brothers Records, Inc., cambió el hip hop para siempre, tanto que a raíz de esto, todos los samples debían tener "comprados los derechos del autor" del mismo antes de usar el original del artista muestreado.
Biz Markie también hizo carrera como DJ, donde usaba una técnica muy peculiar, mover el disco y rayarlo con su abdomen.

## Enfermedad y muerte
En abril de 2020, Markie fue hospitalizado debido a complicaciones graves de diabetes mellitus tipo 2. En diciembre de 2020, se informó que Markie se encontraba en un centro de rehabilitación como resultado de un accidente cerebrovascular que sufrió después de entrar en coma diabético.
El 1 de julio de 2021 circularon rumores sobre su muerte en Twitter. Su representante le dijo a Rolling Stone: "La noticia de la muerte de Biz Markie no es cierta, Biz todavía está bajo atención médica, rodeado de profesionales que trabajan arduamente para brindar la mejor atención médica posible". Markie falleció en un hospital de Baltimore quince días después, el 16 de julio, a los 57 años tras una larga lucha contra la diabetes. Fue enterrado en Pinelawn Memorial Park and Arboreum en Farmingdale, Nueva York.

## Discografía

### Álbumes de estudio
- 1988: Goin' Off
- 1989: The Biz Never Sleeps
- 1991: I Need a Haircut
- 1993: All Samples Cleared!
- 2003: Weekend Warrior

### Sencillos
| Año  | Sencillo                         | Mejores posiciones en listas | Mejores posiciones en listas | Mejores posiciones en listas | Álbum                |
| Año  | Sencillo                         | U.S. Hot 100                 | U.S. R&B                     | U.S. Rap                     | Álbum                |
| ---- | -------------------------------- | ---------------------------- | ---------------------------- | ---------------------------- | -------------------- |
| 1987 | "Make the Music with Your Mouth" | —                            | 84                           | —                            | Goin' Off            |
| 1988 | "Vapors"                         | —                            | 37                           | —                            | Goin' Off            |
| 1989 | "Just a Friend"                  | 9                            | 22                           | 5                            | The Biz Never Sleeps |
| 1991 | "What Comes Around Goes Around"  | —                            | 84                           | 4                            | I Need a Haircut     |
| 1993 | "Let Me Turn You On"             | —                            | —                            | 7                            | All Samples Cleared! |
| 1993 | "Young Girl Bluez"               | —                            | —                            | 4                            | All Samples Cleared! |